# Hannover–Berlin nagysebességű vasútvonal
A Hannover–Berlin nagysebességű vasútvonal egy 258 km hosszú, 15 kV, 16,7 Hz-cel villamosított, kétvágányú nagysebességű vasútvonal Németországban Berlin és Hannover között. A vonal Wolfsburg-Berlin közötti szakasza 1871-ben nyílt meg, a többi része pedig 1998. szeptember 15-én. A forgalom szeptember 20-án indult meg. A vonalon regionális és távolsági személyszállítás, továbbá teherszállítás zajlik.

## Sebesség
A vonal egy rövid szakaszán a legmagasabb engedélyezett sebesség 250 km/h, az újépítésű részeken 200 km/h.
2001. augusztus 13-án az ICE S motorvonat az új vonalon 393 km/h sebességet ért el. Ez a második legnagyobb sebességrekord a német vasutakon.

## A vonal felújítása
A Deutsche Bahn 2011-ben öt hónap alatt elvégezte a Berlin–Hannover–Bielefeld fővonal felújítását. A munkálatok 110 millió euróba kerültek. A vonalat 2011 augusztus 28-án adták vissza a menetrend szerinti közlekedésre. A munka 186 km sín felújítását, 130 000 vasbetonalj és 110 000 tonna zúzottkő kicserélését foglalta magába. A 250 km/h sebességű Berlin–Hannover vonal Német Vasutak egyik legforgalmasabb vonala, naponta 170 vonat halad rajta keresztül. Ez az egyike a kevés számú nagysebességű vonalnak, melyet az ICE, hagyományos IC- és tehervonatok is használnak. Ez az oka a pálya gyorsabb elhasználódásának. Emellett két évvel ezelőtt kiderült, hogy a betonaljak egy része nem megfelelő minőségű betonból készült. A DB Network olyan eljárást honosított meg 2007-ben, amelyet integrált építésnek neveznek, lényege, hogy a felépítményt, a jelzőrendszert, a felsővezetéket és az állomásokat egyszerre veszik munkába. Ez azt jelenti, hogy a menetrendet egyszer kell módosítani hosszabb távra, és nem sokszor rövidebb időszakra. Ez azon túl az emberek és a gépek jobb kihasználását biztosítja, különösen a nagy sínfelújító géplánc üzemét teszi gazdaságosabbá.

## Állomások
- Berlin Hauptbahnhof
- Berlin-Spandau
- Stendal
- Wolfsburg
- Hannover Hauptbahnhof